# Charlotte Amalie Harbor Seaplane Base
Charlotte Amalie Harbor Seaplane Base – port lotniczy dla wodnosamolotów zlokalizowany w Charlotte Amalie (Wyspy Dziewicze Stanów Zjednoczonych), na wyspie Saint Thomas.

## Linie lotnicze i połączenia
- Seaborne Airlines (St. Croix-SPB, San Juan-Isla Grande)